# 石原一彰
石原 一彰（いしはら かずあき、1963年4月26日 - ）は、日本の有機化学者。学位は、工学博士（名古屋大学・1991年）。名古屋大学教授。愛知県江南市出身。日本学術会議会員（2023ー2029年）

## 経歴
1976年4月、私立滝中学校に入学し、その後、滝高等学校を経て、1982年4月、名古屋大学工学部応用化学科に入学した。1986年4月、同大学大学院工学研究科博士課程に進み、1991年に修了して博士号を取得する（指導教授：山本尚）。この間、1988年6−8月には、カリフォルニア大学バークレー校（Clayton H. Heathcock研究室）に研究留学した。
1991年4月からハーバード大学で（Elias J. Corey研究室）博士研究員を務めた後、1992年7月より名古屋大学工学部助手となる。以後、助教授（1997年）を経て、2002年8月に教授に就任した。

## 研究業績
代表的な研究業績としては、(1)金属塩[Hf(IV), Zr(IV), La(III), etc.]や有機塩(H2N+, N+, P+)を触媒に用いるエステル縮合反応、(2)ボロン酸を触媒に用いるアミド縮合反応、(3)キラル塩基触媒を用いるバイオミメティックヨードポリエン環化反応、(4)キラル複合酸触媒を用いる不斉付加反応、(5)キラルリチウム塩触媒を用いる不斉シアノ化反応、(6)酸塩基複合テーラーメード触媒を用いるマルチ選択的環化付加反応、(7)ヨウ素触媒［I(I), I(III), I(V)］を用いる官能基選択的酸化反応及び不斉酸化的カップリング反応などの開拓を挙げることができる。いずれも研究業績も低環境負荷有機合成を指向した高効率・高選択的触媒反応の開拓であり、先駆的な触媒設計として国内外から高く評価されている。2018年の日本化学会賞受賞の際の紹介では「酸塩基複合触媒をタイプ別に分け，それぞれの特徴を活かした触媒を設計するための「酸塩基複合触媒化学」という新分野を確立したこと」が特筆すべき業績として挙げられている。
- 開発した幾つかの触媒・試薬は既に市販されている：ジメシチルアンモニウムペンタフルオロベンゼンスルホナート（エステル縮合触媒）、N-アルキル-4-ピリジニウムボロン酸塩化物（アミド縮合触媒）、IBS触媒、アルキルZ試薬、BINSA、キラル超原子価ヨウ素触媒（第一世代）、キラル超原子価ヨウ素触媒（第二世代）、スーパーブレンステッド酸、不斉アシル化触媒、etc.

## 賞歴
- 1994年 2月 - 第10回井上研究奨励賞[2]
- 1996年 3月 - 第45回日本化学会進歩賞[3]
- 2001年 8月 - Thieme Chemistry Journals Award
- 2003年 3月 - 第2回グリーン・サステイナブル ケミストリー文部科学大臣賞[4]
- 2005年 3月 - 第1回日本学術振興会賞[5]
- 2005年 8月 - BCSJ Award（共同受賞者：Aiko Hasegawa, Takuo Ishikawa, Hisashi Yamamoto）
- 2006年 3月 - Asian Core Program Lectureship Award (from Coordinator (Taiwan))
- 2006年 3月 - Asian Core Program Lectureship Award (from Coordinator (Korea))
- 2007年 3月 - Japan/UK GSC Symposium Lectureship
- 2007年 11月 - 第21回日本IBM科学賞
- 2008年 10月 - Asian Core Program Lectureship Award (from Coordinator (Hong Kong))
- 2009年 9月 - The 5th 向山賞[6]
- 2011年 2月 - 第27回井上学術賞[7]
- 2013年 1月 - 英国王立化学会フェロー (Fellow of the Royal Society of Chemitsry)
- 2013年 2月 - 2012年度第一三共・創薬有機化学賞[8]
- 2013年 3月 - 2012年度矢崎学術賞（功績賞）[9]
- 2013年 4月 - 第45回市村学術賞（貢献賞）[10]
- 2014年 9月 - 2013–2014 AbbVie Lectureship in Organic Chemistry (Host: Professor Scott Denmark, University of Illinois at Urabana-Champaign)
- 2014年 12月 - Asian Core Program Lectureship Award (from Coordinator (Hong Kong))
- 2014年 12月 - Asian Core Program Lectureship Award (from Coordinator (Taiwan))
- 2015年 5月 - The 2014/2015 Pacific Rim Frontiers in Chemistry Lectureship (Host: Professor Dennis Hall, University of Alberta)
- 2015年 9月 - 2015年度ヨウ素学会賞[11]
- 2016年 2月 - 2015年度有機合成化学協会賞（学術的）[12]
- 2016年 10月 - Asian Core Program/Advanced Research Network Lectureship Award (from Coordinator (Korea))[13]
- 2017年 4月 - 平成29年度 科学技術分野の文部科学大臣表彰 科学技術賞（研究部門）[14]
- 2017年 11月 - Asian Core Program/Advanced Research Network Lectureship Award (from Coordinator (Hong Kong))[13]
- 2017年 12月 - 日本プロセス化学会優秀賞(JSPC Award for Excellence)（共同受賞者：多畑勇志、波多野学）[15]
- 2018年 3月 - Nankai University Lectureship on Organic Chemistry (Nankai University, Tianjin, P. R. China)[13]
- 2018年 3月 - 日本化学会賞[1]
- 2024年 4月- The SCS (Swiss Chemical Society) Lectureship Award [16]
- 2024年 6月 - The Best Researcher Award in 2nd Edition of International Chemistry Scientist Awards　[17]

## 著書
共編書
- "Acid Catalysts in Modern Organic Synthesis" (Vol. 1, Vol. 2), coedited by Hisashi Yamamoto, Wiley-VCH 2008
- "Iodine Catalysis in Organic Synthesis," coedited by Kilian Muñiz, Wiley-VCH, 2022

## 協力研究者・門下生
協力研究者
- 坂倉彰（岡山大学・教授）、波多野学（神戸薬科大学・教授）、UYANIK Muhammet（名古屋大学・准教授）、堀部貴大（名古屋大学・元特任助教）、大村修平（名古屋大学・助教）、森山克彦（千葉大学・准教授）、斎藤進（名古屋大学・教授）、今利真（千葉大学・特任助教）、林和史（相模中央化学研究所・副主任研究員）など

門下生
- UYANIK Muhammet（名古屋大学・准教授）、堀部貴大（名古屋大学・元特任助教）、瀧川紘（金沢大学・教授）、保田倫子（椙山女学園大学・准教授）、林裕樹（北海道大学・特任准教授）、安井猛（名古屋大学・准教授）、山下賢二（静岡県立大学・助教）、大村修平（名古屋大学・助教）、永縄友規（産業技術総合研究所・主任研究員）など